# Saison 2005-2006 du Raja Club Athletic
Maillots
Chronologie
Saison précédente Saison suivante
La saison 2005-2006 du Raja Club Athletic est la 57e de l'histoire du club depuis sa fondation le 20 mars 1949. Elle fait suite à la saison 2004-2005 dans laquelle le Raja a terminé vice-champion en championnat.
Au titre de cette saison, le Raja CA est engagé dans cinq compétitions officielles: Botola, Coupe du Trône, la Ligue des champions, la Coupe de la confédération et la Ligue des champions arabes.
Le meilleur buteur de la saison est Mustapha Bidoudane avec 12 buts inscrits toutes compétitions confondues.

## Botola
| Date          | No. | Adversaire      | Lieu | Résultat | Buteurs                                                      | Passeurs        | Rapport              |
| MATCHS ALLER  |     |                 |      |          |                                                              |                 |                      |
| 04/09/2005    | 1   | JSM El Massira  | Ext. | 0 - 0    |                                                              |                 | [ Rapport match 1 ]  |
| 02/10/2005    | 4   | UTS Touarga     | Ext. | 0 - 1    | Bouchaib El Moubarki 5e                                      |                 | [ Rapport match 2 ]  |
| 05/10/2005    | 2   | MCO Oujda       | Dom. | 1 - 1    | Modibo Maïga 44e                                             |                 | [ Rapport match 3 ]  |
| 09/10/2005    | 3   | IRT Tanger      | Dom. | 0 - 0    |                                                              |                 | [ Rapport match 4 ]  |
| 23/10/2005    | 6   | OCK Khouribga   | Ext. | 1 - 2    | Soufiane Alloudi 6e 30e                                      | Zemmama 6e 30e  | 1-2                  |
| 26/10/2005    | 5   | HUSA Agadir     | Dom. | 1 - 1    | Bouchaib El Moubarki 16e                                     |                 | [ Rapport match 6 ]  |
| 30/10/2005    | 7   | CODM Meknès     | Ext. | 0 - 0    |                                                              |                 | [ Rapport match 7 ]  |
| 13/11/2005    | 8   | SCCM Mohammédia | Ext. | 0 - 1    | Bouchaib El Moubarki 16e                                     |                 | [ Rapport match 8 ]  |
| 27/11/2005    | 9   | DHJ El Jadida   | Dom. | 3 - 2    | Rachid Soulaimani 39e Mouhcine Iajour 50e 71e                |                 | [ Rapport match 9 ]  |
| 04/12/2005    | 10  | WAC Casablanca  | Ext. | 1 - 2    | Modibo Maïga 60e Soufiane Alloudi 76e                        |                 | [ Rapport match 10 ] |
| 11/12/2005    | 11  | MAT Tétouan     | Dom. | 0 - 0    |                                                              |                 | [ Rapport match 11 ] |
| 17/12/2005    | 12  | FAR Rabat       | Ext. | 2 - 0    |                                                              |                 | [ Rapport match 12 ] |
| 01/01/2006    | 14  | IZK Khémisset   | Ext. | 1 - 0    |                                                              |                 | [ Rapport match 13 ] |
| 08/01/2006    | 15  | ASS Salé        | Dom. | 2 - 0    | Bouchaib El Moubarki 24e 60e                                 |                 | [ Rapport match 14 ] |
| 15/01/2006    | 13  | OCS Safi        | Dom. | 2 - 1    | Hassan Daoudi 30e Modibo Maïga 38e                           | Zemmama 30e 38e | 2-1                  |
| MATCHS RETOUR |     |                 |      |          |                                                              |                 |                      |
| 29/01/2006    | 16  | JSM El Massira  | Dom. | 3 - 2    | Said Fettah 30e Soufiane Alloudi 50e Mustapha Bidoudane 52e  |                 | [ Rapport match 16 ] |
| 05/02/2006    | 17  | MCO Oujda       | Ext. | 1 - 1    | Zakaria Zerouali 69e                                         |                 | [ Rapport match 17 ] |
| 11/02/2006    | 18  | IRT Tanger      | Ext. | 0 - 1    | Mustapha Bidoudane 11e (pen.)                                |                 | [ Rapport match 18 ] |
| 19/02/2006    | 19  | UTS Touarga     | Dom. | 0 - 0    |                                                              |                 | [ Rapport match 19 ] |
| 26/02/2006    | 20  | HUSA Agadir     | Ext. | 1 - 3    | Modibo Maïga 40e 90e Hassan Daoudi 62e (pen.)                |                 | 1-3                  |
| 05/03/2006    | 21  | OCK Khouribga   | Dom. | 0 - 0    |                                                              |                 | [ Rapport match 21 ] |
| 26/03/2006    | 23  | SCCM Mohammédia | Dom. | 1 - 0    | Mustapha Bidoudane 11e                                       |                 | [ Rapport match 22 ] |
| 05/05/2006    | 26  | MAT Tétouan     | Ext. | 2 - 3    | Abdellatif Jrindou 25e Modibo Maïga 29e Soufiane Alloudi 89e |                 | [ Rapport match 23 ] |
| 10/05/2006    | 22  | CODM Meknès     | Ext. | 1 - 0    |                                                              |                 | [ Rapport match 24 ] |
| 17/05/2006    | 24  | DHJ El Jadida   | Ext. | 1 - 1    | Abdessamad Chahiri                                           |                 | [ Rapport match 25 ] |
| 21/05/2006    | 27  | FAR Rabat       | Dom. | 0 - 1    |                                                              |                 |                      |
| 24/05/2006    | 25  | WAC Casablanca  | Dom. | 1 - 1    | Abdellatif Jrindou                                           |                 | [ Rapport match 26 ] |
| 28/05/2006    | 28  | OCS Safi        | Ext. | 3 - 2    | Abdelouahed Chakhsi 24e Mustapha Bidoudane 45e               |                 | [ Rapport match 27 ] |
| 03/06/2006    | 29  | IZK Khémisset   | Dom. | 1 - 1    | Abdellatif Jrindou 75e (pen.)                                |                 | [ Rapport match 28 ] |
| 07/06/2006    | 30  | ASS Salé        | Ext. | 0 - 2    | Mouhcine Iajour 32e 39e                                      |                 | [ Rapport match 29 ] |

Le 100ème Derby de Casablanca fini par un match nul 1-1.
Le match retard comptant pour la 25ème journée du championnat national, opposant le Raja face au rival historique le Wydad, s'est soldé par le score d'un but partout. Devant un stade archicomble, les rajaouis ont offert une belle prestation lors de cette rencontre en dominant lors de la 1ère mi-temps avec de nombreuses actions dangereuses.
À la reprise de 2ème mi-temps lors de la 46ème minute et à la suite d'une faute commise sur Modibo Maiga, l'arbitre Guezzaz siffla un penalty que Abdellatif Jrindou réussira à transformer après deux tentatives en but. 
Le Raja a tenté de gérer le match par la suite en menant également des contre-attaques très dangereuses qui auraient pu aggraver le score, mais sans réussite. Deux minutes avant la fin du match Louisi réussi à égaliser pour le wydad en décochant une belle frappe qui finira sa course dans les filets Rajaouis. Il est à noter que le Wydad a remporté le titre de Championnat du Maroc en obtenant le point nécessaire pour le titre, le Raja doit quant à lui viser la deuxième place pour intégrer la Ligue des champions de la saison prochaine. Il est à noter également que l'engagement physique était beaucoup trop élevé, et que malheureusement certains joueurs ont plutôt était agressé, il suffit de constater la gravité des blessés. Chkilitt a eu quatre fractures au pied, il vient d'être opéré du pied par le Professeur Arssy, le gardien Youness Ataba blessé à l'épaule et Maigaa été blessé à la hanche.

## Coupe du trône
| Date       | Tour           | Adversaire        | Lieu                        | Score       | Buteurs                    | Passeurs |
| ---------- | -------------- | ----------------- | --------------------------- | ----------- | -------------------------- | -------- |
| 22/03/2006 | 1/16 de finale | Tihad AS          | Stade Père-Jégo, Casablanca | 2-0         | Abdelouahed Chaksi 34e 81e |          |
| 26/04/2006 | 1/8 de finale  | Najm de Marrakech | Stade El Harti, Marrakech   | 1-0         | Abdellatif Jrindou 95e     |          |
| 31/05/2006 | 1/4 de finale  | HUS Agadir        | Stade Al Inbiâate, Agadir   | non disputé |                            |          |

## Ligue des champions arabes
| Date       | Tour                 | Adversaire          | Lieu                                    | Score | Buteurs                                                        |
| ---------- | -------------------- | ------------------- | --------------------------------------- | ----- | -------------------------------------------------------------- |
| 16/09/2005 | 1/16 Finale (aller)  | Al Wahda Club       | Stade des Abbassides, Damas             | 1-1   | Fofanh Abdulkareem 45e                                         |
| 29/09/2005 | 1/16 Finale (retour) | Al Wahda Club       | Stade Mohamed V, Casablanca             | 1-0   | Soufiane Alloudi 51e                                           |
| 09/11/2005 | 1/8 Finale (aller)   | Zamalek SC          | Stade Moulay-Abdallah, Rabat            | 0-2   |                                                                |
| 23/11/2005 | 1/8 Finale (retour)  | Zamalek SC          | Stade Osman Ahmed Osman, Caire          | 0-3   | Modibo Maiga 8e Soufiane Alloudi 21e Ibrahim Said 92e (csc)    |
| 21/12/2005 | 1/4 Finale (aller)   | Qadsia SC           | Stade Mohammad Al Hamad, Koweït (ville) | 1-0   |                                                                |
| 04/01/2006 | 1/4 Finale (retour)  | Qadsia SC           | Stade Mohamed V, Casablanca             | 3-0   | Abderrahim Chkilit 17e Modibo Maiga 35e Fofanh Abdulkareem 60e |
| 13/03/2006 | Demi-Finale (aller)  | Al Hilal Club-Sudan | Stade Mohamed V, Casablanca             | 5-0   | Mustapha Bidoudane 9e 13e 38e 62e Hassan Daoudi 92e            |
| 06/04/2006 | Demi-Finale (retour) | Al Hilal Club-Sudan | Stade Al Hilal, Omdourman               | 3-0   | Forfait                                                        |

Finale :
| Entraîneur :  |
| Oscar Fulloné |

| Entraîneur :  |
| Oscar Fulloné |

| Entraîneur :  |
| Oscar Fulloné |

| Entraîneur :  |
| Oscar Fulloné |

## Ligue des champions de la CAF
C'est sur le score de un but à zéro en faveur des verts que s'est soldé le premier match opposant le Raja à CAPS United comptant pour le premier tour de la Ligue des champions.
Les poulains de Oscar Fulloné ont entamé le match, ils ont voulu reproduire le match contre le Hilal minute par minute et pour ce faire ils voulaient à tout prix marquer le premier but aux premières minutes, mais c'était sans compter sur la défense de l'équipe adverse ajoutant à ceci un bon gardien. 
Au fil des minutes, le Raja n'a pas pu concrétiser si totale domination et ceci énervait les joueurs qui perdaient toute sorte de concentration, et confondaient entre rapidité, et la rapidité d'exécution. Vers la 30 min, l'arbitre siffla un penalty pour les coéquipiers de Bidoudane, ce dernier n'a pas réussi à le transformer en but. 
De retour des vestiaires, les verts ont tenté dans bien que mal afin d'inscrire le premier but surtout avec l'intermédiaire de Bidodane, qui ce soir la chance lui a tourné le dos. Mais il n'a pas baisser les mains bien au contraire il a cherché le but tantôt à gauche et tantôt à droite. Avant la fin du temps réglementaire de deux minutes, l'inévitable Mustapha Bidoudane surnommé Bidogoal, par les Rajaouis, a inscrit l'unique but de la partie et délivrant par la même occasion à peu près 20 000 spectateurs.
| Date       | Tour                    | Adversaire         | Lieu                        | Score   | Buteurs                                                                |
| ---------- | ----------------------- | ------------------ | --------------------------- | ------- | ---------------------------------------------------------------------- |
|            | Tour préliminaire       | ASC Ahmedi         | forfait                     | forfait | forfait                                                                |
| 18/03/2006 | 1/16 de finale (annulé) | CAPS United        | Stade Mohamed V, Casablanca | 1-0     | Mustapha Bidoudane 87e                                                 |
| 01/04/2006 | 1/16 de finale - Aller  | Burundi Inter Star | Stade Mohamed V, Casablanca | 7-0     | Bidoudane 12e 38e 48e Soulaimani 51e Alloudi 56e Daoudi 60e Fettah 86e |
| 09/04/2006 | 1/16 de finale - Retour | Burundi Inter Star | Stade Rwagasore, Bujumbura  | 2-1     | Mouhcine Iajour 22e                                                    |
| 23/04/2006 | 1/8 de finale - Aller   | JSK Kabylie        | Stade 5 Juillet, Alger      | 3-1     | Soufiane Alloudi 88e                                                   |
| 30/04/2006 | 1/8 de finale - Retour  | JSK Kabylie        | Stade Mohamed V, Casablanca | 1-0     | Abderrahim Chkilit 13e                                                 |

## Coupe de la confédération
| Date       | Tour                    | Adversaire         | Lieu                               | Score | Buteurs |
| ---------- | ----------------------- | ------------------ | ---------------------------------- | ----- | ------- |
| 14/07/2006 | 1/16 de finale - Aller  | Espérance de Tunis | Stade Mohamed V, Casablanca        | 0-0   | -       |
| 29/07/2006 | 1/16 de finale - Retour | Espérance de Tunis | Stade olympique d'El Menzah, Tunis | 2-0   | -       |

## Statistiques

### Statistiques des buteurs
| Place          | Nom                  | Botola | Coupe du Trône | Ligue des champions arabes | Ligue des champions de la CAF | Total des buts |
| 1              | Mustapha Bidoudane   | 4      | -              | 4                          | 4                             | 12             |
| 2              | Soufiane Alloudi     | 5      | -              | 4                          | 2                             | 11             |
| 3              | Modibo Maïga         | 6      | -              | 2                          | -                             | 8              |
| 4              | Bouchaib El Moubarki | 5      | -              | -                          | -                             | 5              |
| 4              | Mouhcine Iajour      | 4      | -              | -                          | 1                             | 5              |
| 6              | Hassan Daoudi        | 2      | -              | 1                          | 1                             | 4              |
| 7              | Abdellatif Jrindou   | 3      | 1              | -                          | -                             | 4              |
| 8              | Abdelouahed Chakhsi  | 1      | 2              | -                          | -                             | 3              |
| 8              | Rachid Soulaimani    | 1      | -              | 1                          | 1                             | 3              |
| 10             | Said Fettah          | 1      | -              | -                          | 1                             | 2              |
| 10             | Abderrahim Chkilit   | -      | -              | 1                          | 1                             | 2              |
| 10             | Fofanh Abdulkareem   | -      | -              | 2                          | -                             | 2              |
| 13             | Zakaria Zerouali     | 1      | -              | -                          | -                             | 1              |
| 13             | Abdessamad Chahiri   | 1      | -              | -                          | -                             | 1              |
| Total des buts | Total des buts       | 34     | 3              | 15                         | 11                            | 63             |

## Catégories
Les juniors du Raja sont sacrés champions du GNF 2005/2006 avant la fin de la compétition. 